# Beit Shemesh Rebels
I Beit Shemesh Rebels sono una squadra di football americano di Bet Shemesh, in Israele; la squadra è stata fondata nel 2009 a Gerusalemme come Judean Rebels e dal 2019 si è trasferita a Beit Shemesh.
Hanno vinto 3 Israel Bowl.

## Dettaglio stagioni

### Tornei nazionali

#### Campionato

##### IFL
| Stagione | regular season | regular season | regular season | regular season | regular season | regular season | playoff | playoff | playoff | playoff | playoff | playoff     | playoff                |
|          | Vin            | Par            | Per            | Tot            | PF             | PS             | Vin     | Per     | Tot     | PF      | PS      | risultato   | avversaria             |
| -------- | -------------- | -------------- | -------------- | -------------- | -------------- | -------------- | ------- | ------- | ------- | ------- | ------- | ----------- | ---------------------- |
| 2009-10  | 6              | 0              | 4              | 10             | 461            | 382            | 1       | 1       | 2       | 76      | 90      | Semifinale  | Jerusalem Lions        |
| 2010-11  | 8              | 0              | 2              | 10             | 448            | 254            | 3       | 0       | 3       | 122     | 84      | Campioni    | Tel Aviv-Jaffa Sabres  |
| 2011-12  | 7              | 0              | 3              | 10             | 454            | 258            | 0       | 1       | 1       | 47      | 91      | Wild Card   | Haifa Underdogs        |
| 2012-13  | 5              | 0              | 5              | 10             | 364            | 270            | 2       | 1       | 3       | 114     | 124     | Israel Bowl | Tel Aviv-Jaffa Sabres  |
| 2013-14  | 10             | 0              | 0              | 10             | 679            | 174            | 0       | 1       | 3       | 32      | 38      | Semifinale  | Tel Aviv Pioneers      |
| 2014-15  | 9              | 0              | 0              | 9              | 534            | 80             | 2       | 0       | 2       | 36      | 22      | Campioni    | Tel Aviv Pioneers      |
| 2015-16  | 8              | 0              | 2              | 10             | 464            | 157            | 2       | 0       | 2       | 98      | 42      | Campioni    | Tel Aviv Pioneers      |
| 2016-17  | 4              | 0              | 6              | 10             | 290            | 257            | 1       | 1       | 2       | 70      | 56      | Semifinale  | Jerusalem Lions        |
| 2017-18  | 7              | 0              | 3              | 10             | 264            | 269            | 0       | 1       | 1       | 30      | 46      | Semifinale  | Petah Tikva Troopers   |
| 2018-19  | 3              | 0              | 6              | 9              | 144            | 340            | 0       | 1       | 1       | 16      | 44      | Wild Card   | Tel Aviv Pioneers      |
| 2019-20  | 4              | 0              | 6              | 10             | 204            | 298            | -       | -       | -       | -       | -       | -           | -                      |
| 2021-22  | 6              | 0              | 4              | 10             | 348            | 287            | 0       | 1       | 1       | 40      | 44      | Semifinale  | Ramat HaSharon Hammers |
| 2022-23  | 5              | 0              | 3              | 8              | 342            | 225            | -       | -       | -       | -       | -       | -           | -                      |
| Totale   | 82             | 0              | 44             | 126            | 4996           | 3251           | 11      | 8       | 19      | 681     | 683     |             |                        |

Fonti: Enciclopedia del Football- A cura di Massimo Mezzetti;

### Riepilogo fasi finali disputate
| Anno             | Luogo       | Evento                 | Fase del torneo | Incontro                                     | Risultato |
| 20 marzo 2010    | Tel Aviv    | Israel Football League | Semifinale      | Tel Aviv-Jaffa Sabres - Judean Rebels        | 70 - 30   |
| 18 marzo 2011    | Gerusalemme | Israel Football League | Israel Bowl     | Tel Aviv-Jaffa Sabres - Judean Rebels        | 30 - 32   |
| 17 marzo 2012    |             | Israel Football League | Wild Card       | Judean Rebels - Haifa Underdogs              | 47 - 91   |
| 22 marzo 2013    |             | Israel Football League | Israel Bowl     | Tel Aviv-Jaffa Sabres - Judean Rebels        | 48 - 26   |
| 19 marzo 2014    |             | Israel Football League | Semifinale      | Judean Rebels - Tel Aviv Pioneers            | 32 - 38   |
| 26 marzo 2015    |             | Israel Football League | Israel Bowl     | Judean Rebels - Tel Aviv Pioneers            | 20 - 10   |
| 14 aprile 2016   |             | Israel Football League | Israel Bowl     | Judean Rebels - Tel Aviv Pioneers            | 32 - 14   |
| 24 marzo 2017    |             | Israel Football League | Semifinale      | Jerusalem Lions - Judean Rebels              | 42 - 34   |
| 17 marzo 2018    | Gerusalemme | Israel Football League | Semifinale      | Judean Rebels - Petah Tikva Troopers         | 30 - 46   |
| 15 febbraio 2019 |             | Israel Football League | Wild Card       | Tel Aviv Pioneers - Judean Rebels            | 44 - 16   |
| 9 giugno 2022    |             | Israel Football League | Semifinale      | Ramat HaSharon Hammers - Beit Shemesh Rebels | 44 - 40   |

## Palmarès
- 3 Israel Bowl (2010-11, 2014-15, 2015-16)